# Contralor de Cuentas Públicas de Texas
Contralora de Cuentas Públicas de Texas (idioma inglés: Texas Comptroller of Public Accounts) es maneja las finanzas del estado de Texas en los Estados Unidos. La contralora publica informes explicando las finanzas. En 2009 la contralora está Susan Combs.